# ビッグマック
ビッグマック（BIG Mac）とは、ファストフードチェーンのマクドナルドが販売している、大型ハンバーガーである。

## 概要
ビッグマックは、マクドナルドが創業27年後の1967年より発売している大型のハンバーガーで、マクドナルド・チェーンのシンボル的なハンバーガーである。ペンシルベニア州ユニオンタウンにあるマクドナルドのフランチャイズ店のジム・デリガッティ(1918-2016)が、大人向けの商品を欲していた大人の客向けに開発した。当初の値段は45セント。2007年には、ビッグマックの誕生40周年を記念して、ペンシルベニア州にビッグマック・ミュージアムが開設された。高さは最大で8 - 9cm・直径は約11cmほどである。
形を崩さずに食べやすいよう、提供時は硬い紙製の箱に入れて出される。箱はまた「宝箱を開けたようなマクドナルドのFUNを感じていただきたい」という意図もあり、実際ビッグマックの特別感を引き立たせる要素になっている。なお客が要望すれば箱でなく薄紙のラップに変更してもらえる店舗もある。包装は、最初期ごろのみ他のハンバーガー同様に紙（防水紙）で包まれていたが、発泡スチロール（ポリスチレンペーパー）の容器に変更された。しかし、のちの環境意識の高まりから、現行の紙製になった。なお、アメリカの一部地域や豪州、ニュージーランドではメガマックよりも大きいモンスターマックが発売されており、ビッグマックソースなどを流用したサン・オブ・マック(Son of Mac)やミニマック(Mini Mac)あるいはベビーマック(Baby Mac)、またマックジュニア(Mac Jr.)として逆にハンバーガーパティ1枚のみという小型ハンバーガーがあり、日本でも2019年4月にビッグマックジュニアとして初登場した。
日本では2016年4月6日から1.3倍の大きさのグランドビッグマックが期間限定で、またメガマックを一回り大きくしたギガビッグマックが数量限定で発売された。
アメリカやヨーロッパ諸国では鶏肉版のビッグマックも販売されている。

### 材料・調理法
パン3層にパティ（ハンバーグ）2枚、レタスやタマネギみじん切りといった生野菜、ピクルスが挟んである。下の段にはチーズが挟んである。
味付けは主に「ビッグマックソース」と呼ばれる専用のソースで、これにはカラシが含まれている。紙製の箱型の容器にそれぞれのバンズとトッピングを施し、蓋を閉めると完成するという手法がとられている。
パンの上部には白ゴマが張り付いており、ここだけは考案時から変更されていない。

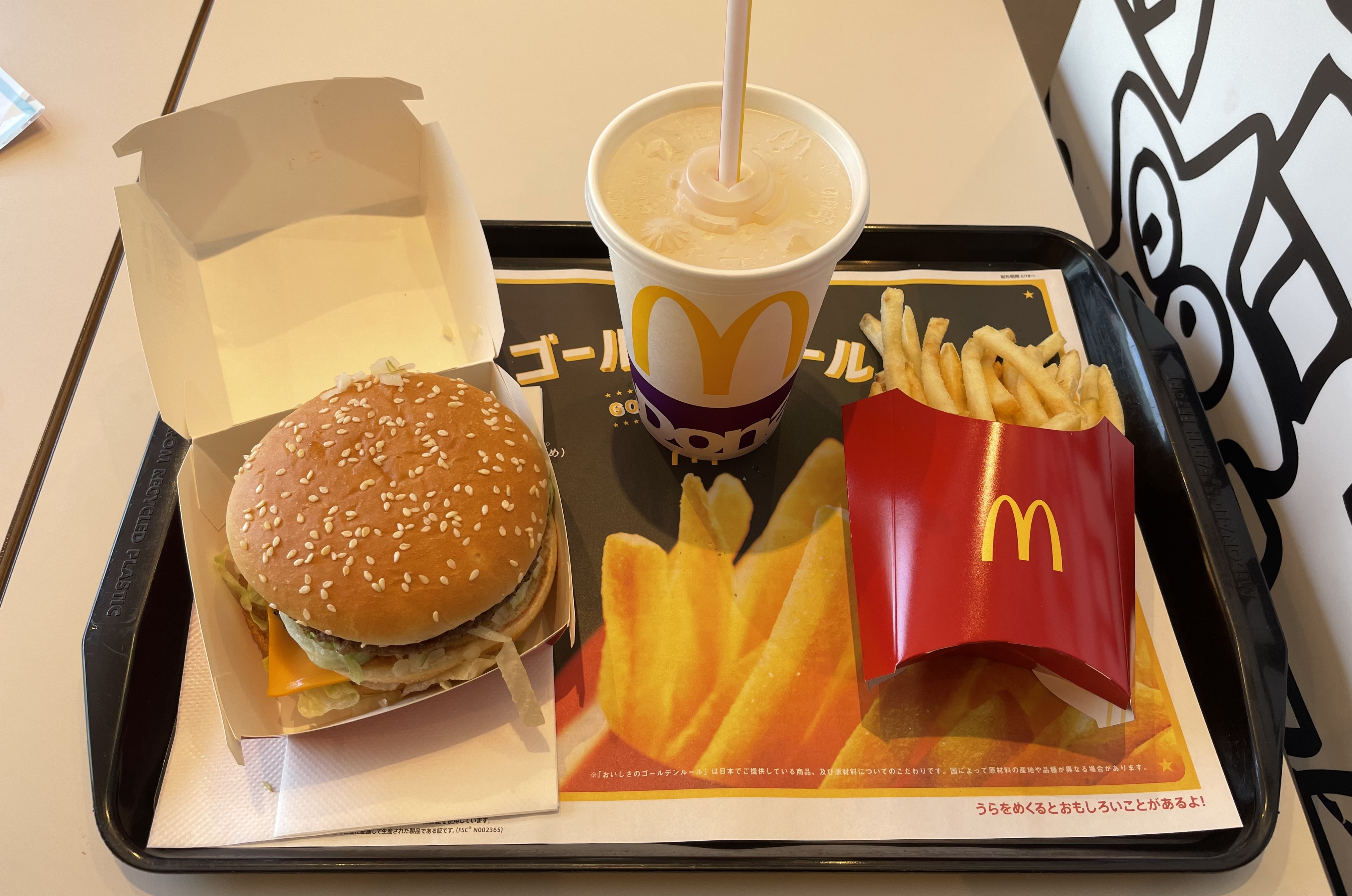
ビッグマックセットの例

### 経済指標として
ビッグマックは、ファーストフードチェーンの常として世界的にも同サイズ・同品質で販売されている。しかもマクドナルドは世界各国に支店を持つ。そして価格は国際市場で変化する為替レートによらず現地の経済的調査に基づいて決定されている。ただし、他の品目との価格差は、当事国の価格弾力性を加味した販売・価格戦略により異なってくる。
ビッグマックは経済指標としても用いられる。この指標はビッグマック指数と呼ばれている。同指標は英経済新聞のエコノミストに発表された。GDPでは見ることのできない豊かさが見えてくる。

### キャラクター
1980年代にはビッグマックポリスという警官のキャラクターがいたが、今はいない。

## バリエーション

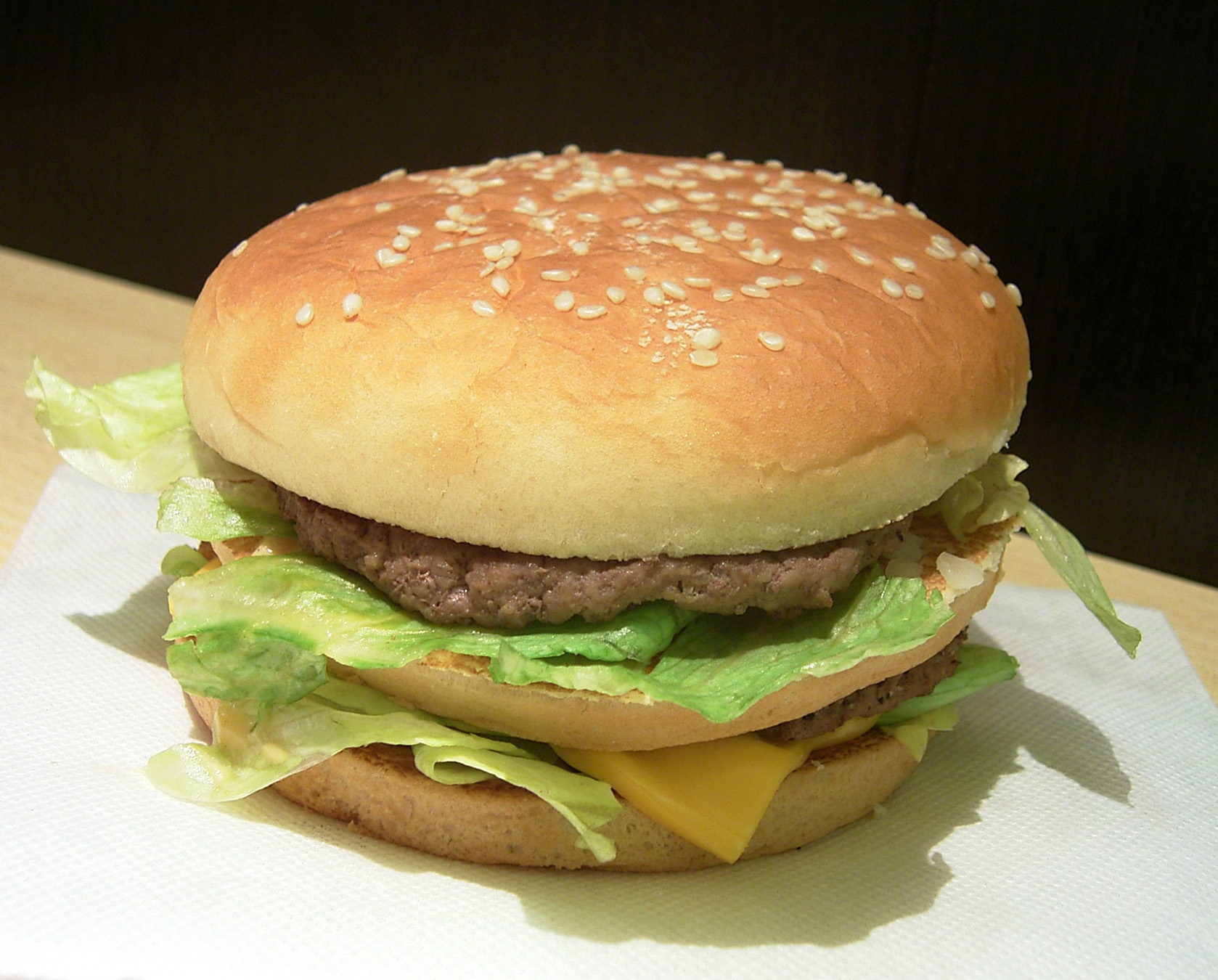
ビッグマック

50周年記念
2018年には、ビッグマック50周年を記念して、「ビッグマック ベーコン」、「ビッグマック BLT」の2商品が期間限定で販売された。
ジュニア、グランド、ギガ
2019年、2020年には期間限定で、「ビッグマック ジュニア」、「グランド ビッグマック」、「ギガ ビッグマック」の3種類が販売された。
ダブルビッグマック
2020年にはアメリカにて期間限定で、「ダブルビッグマック」が販売された。

## 世界各国のビッグマック栄養価
| 国                                           | カロリー | 炭水化物  | タンパク質 | 全脂肪    | 食物繊維  | ナトリウム   | 重量 | 外部リンク |
| -------------------------------------------- | -------- | --------- | ---------- | --------- | --------- | ------------ | ---- | ---------- |
| オーストラリア                               | 480kcal  | 36.2g     | 25.3g      | 24.9g     |           | 800 mg       |      | .au (PDF)  |
| カナダ                                       | 530kcal  | 44g (15%) | 24g        | 29g (45%) | 3 g (12%) | 1020mg (43%) | 208g | .ca        |
| デンマーク                                   | 497kcal  | 43g       | 27.1g      | 24.1g     |           |              | 219g | .dk        |
| イギリス                                     | 493kcal  | 44g       | 26.7g      | 22.9g     | 5.9g      | 2.25g        |      | .uk (PDF)  |
| ドイツ                                       | 503kcal  | 44g       | 26g        | 25g       |           |              |      | .de        |
| フランス                                     | 492kcal  | 38.9g     | 26.2g      | 25.8g     | 4.2g      | 900mg        |      | .fr        |
| インド - West Zone (チキンマハラジャ マック) | 573kcal  | 54g       | 32g        | 26g       |           |              | 255g | .com       |
| 日本                                         | 526kcal  | 41.9g     | 25.9g      | 28.2g     | 2.6g      | 990mg        | 217g | .jp        |
| 韓国                                         | 535kcal  | 46g       | 27g        | 29g       |           | 750mg        | 219g | .kr        |
| 中国                                         | 500kcal  | 45g       | 26g        | 24g       |           | 870mg        |      | .cn        |
| マレーシア                                   | 484kcal  | 46g       | 26g        | 23g       |           | 730mg        | 209g | .my        |
| メキシコ                                     | 600kcal  | 50g       | 25g        | 33g       | 4g        | 1050mg       | 219g | .mx        |
| トルコ                                       | 496kcal  | 49.8g     | 27.9g      | 21.1g     |           | 810.9mg      |      | .tr        |
| アメリカ合衆国                               | 540kcal  | 45g (15%) | 25g (45%)  | 29g (45%) | 3g (14%)  | 1040mg (43%) | 214g | (PDF)      |

## 関連商品
- メガマック
- 日本における他のハンバーガーチェーンでビッグマックに類似傾向であるメニュー
  - バーガーキング - ダブルワッパー、ワッパー
  - ロッテリア - 野菜たっぷりロッテリアDX（2006年まで発売）
  - フレッシュネスバーガー - クラシックダブルダブルバーガー
  - A&W（沖縄県のみで事業展開） - ビッガーDXバーガー

など。